# BBC Television Shakespeare
BBC Television Shakespeare was een reeks van 37 televisiebewerkingen van de toneelstukken van Shakespeare, door de BBC geproduceerd tussen 1978 en 1985. De serie was een initiatief van Cedric Messina, en werd geproduceerd door Messina, Jonathan Miller en Shaun Sutton. De cast en de regie was per stuk verschillend. De serie is uitgebracht op video, onder de titel The Complete Dramatic Works of William Shakespeare.
- Richard II (1978)
  - geregisseerd door David Giles
  - Derek Jacobi als Richard II
  - Jon Finch als Henry Bolingbroke

- Romeo and Juliet (1978)
  - geregisseerd door Alvin Rakoff
  - Patrick Ryecart als Romeo
  - Rebecca Saire als Juliet

- As You Like It (1979)
  - geregisseerd door Basil Coleman
  - Helen Mirren als Rosalind
  - Brian Stirner als Orlando

- Henry IV, part 1, Henry IV, part 2 (1979)
  - geregisseerd door David Giles
  - Jon Finch als Henry IV
  - David Gwillim als Prince Hal
  - Anthony Quayle als Falstaff

- Henry V (1979)
  - geregisseerd door David Giles
  - David Gwillim als Henry V
  - Alec McCowen als Chorus

- Henry VIII (1979)
  - geregisseerd door Kevin Billington
  - John Stride als Henry VIII
  - Claire Bloom als Katharine

- Measure for Measure (1978)
  - geregisseerd door Desmond Davis
  - Kate Nelligan als Isabella
  - Tim Piggott-Smith als Angelo

- Julius Caesar (1979)
  - geregisseerd door Herbert Wise
  - Charles Gray als Julius Caesar
  - Richard Pasco als Brutus
  - David Collings als Cassius

- All's Well That Ends Well (1980)
  - geregisseerd door Elijah Moshinsky
  - Angela Down als Helena
  - Ian Charleson als Bertram

- Hamlet (1980)
  - geregisseerd door Rodney Bennett
  - Derek Jacobi als Hamlet
  - Patrick Stewart als Claudius
  - Claire Bloom als Gertrude

- The Merchant of Venice (1980)
  - geregisseerd door Jack Gold
  - John Franklyn-Robbins als Antonio
  - Warren Mitchell als Shylock
  - Gemma Jones als Portia

- Othello (1980)
  - geregisseerd door Jonathan Miller
  - Anthony Hopkins als Othello
  - Bob Hoskins als Iago
  - Penelope Wilton als Desdemona

- The Taming of the Shrew (1980)
  - geregisseerd door Jonathan Miller
  - Sarah Badel als Katherine
  - John Cleese als Petruchio

- The Tempest (1980)
  - geregisseerd door John Gorrie
  - Michael Hordern als Prospero
  - Pippa Guard als Miranda
  - David Dixon als Ariel
  - Warren Clarke als Caliban

- Twelfth Night (1980)
  - geregisseerd door John Gorrie
  - Felicity Kendal als Viola
  - Clive Arrindell als Orsino
  - Sinéad Cusack als Olivia
  - Trevor Peacock als Feste

- The Winter's Tale (1980)
  - geregisseerd door Jane Howell
  - Jeremy Kemp als Leontes
  - Robert Stephens als Polixenes
  - Pat Gorman als de beer

- A Midsummer Night's Dream (1981)
  - geregisseerd door Elijah Moshinsky
  - Helen Mirren als Titania
  - Phil Daniels als Puck
  - Brian Glover als Bottom

- Antony and Cleopatra (1981)
  - geregisseerd door Jonathan Miller
  - Colin Blakely als Antony
  - Jane Lapotaire als Cleopatra

- Timon of Athens (1981)
  - geregisseerd door Jonathan Miller
  - Jonathan Pryce als Timon
  - Diana Dors als Timandra

- Troilus and Cressida (1981)
  - geregisseerd door Jonathan Miller
  - Anton Lesser als Troilus
  - Suzanne Burden als Cressida

- King Lear (1982)
  - geregisseerd door Jonathan Miller
  - Michael Hordern als King Lear
  - Brenda Blethyn als Cordelia
  - John Shrapnel als Kent

- The Merry Wives of Windsor (1982)
  - geregisseerd door David Hugh Jones
  - Richard Griffiths als Falstaff
  - Judy Davis als Mrs Ford
  - Prunella Scales als Mrs Page

- The Comedy of Errors (1983)
  - geregisseerd door James Cellan Jones
  - Michael Kitchen als Antipholus
  - Roger Daltrey als Dromio

- Cymbeline (1983)
  - geregisseerd door Elijah Moshinsky
  - Michael Pennington als Posthumous
  - Helen Mirren als Imogen
  - Robert Lindsay als Iachimo

- Henry VI, part 1, Henry VI, part 2, Henry VI, part 3 (1983)
  - geregisseerd door Jane Howell
  - Peter Benson als Henry VI
  - Julia Foster als Margaret

- Macbeth (1983)
  - geregisseerd door Jack Gold
  - Nicol Williamson als Macbeth
  - Jane Lapotaire als Lady Macbeth
  - Tony Doyle als Macduff

- Richard III (1982)
  - geregisseerd door Jane Howell
  - Ron Cook als Richard III
  - Brian Deacon als Henry, Earl of Richmond

- Much Ado About Nothing (1984)
  - geregisseerd door Stuart Burge
  - Robert Lindsay als Benedick
  - Cherie Lunghi als Beatrice
  - Robert Reynolds als Claudio
  - Katharine Levy als Hero

- Pericles, Prince of Tyre (1984)
  - geregisseerd door David Hugh Jones
  - Mike Gwilym als Pericles

- The Tragedy of Coriolanus (1984)
  - geregisseerd door Elijah Moshinsky
  - Alan Howard als Coriolanus

- King John (1984)
  - geregisseerd door David Giles
  - Leonard Rossiter als King John
  - George Costigan als Philip the Bastard

- Titus Andronicus (1985)
  - geregisseerd door Jane Howell
  - Trevor Peacock als Titus Andronicus
  - Anna Calder-Marshall als Lavinia

- The Two Gentlemen of Verona (1984)
  - geregisseerd door Don Taylor
  - John Hudson als Valentine
  - Tyler Butterworth als Proteus

- Love's Labour's Lost (1985)
  - geregisseerd door Elijah Moshinsky
  - Jonathan Kent als the King of Navarre
  - Maureen Lipman als the Princess of France